# Гуго Сімон
Гуго Сімон  (нім. Hugo Simon, 3 серпня 1942) — австрійський вершник, олімпійський медаліст.

## Виступи на Олімпіадах
| Олімпіада         | Дисципліна       | Місце   |
| ----------------- | ---------------- | ------- |
| Мюнхен 1972       | конкур, особисті | 4T      |
| Монреаль 1976     | конкур, особисті | 5T      |
| Монреаль 1976     | конкур, командні | 11      |
| Лос-Анджелес 1984 | конкур, особисті | 22T     |
| Сеул 1988         | конкур, особисті | AC r2/2 |
| Барселона 1992    | конкур, особисті | AC r2/2 |
| Барселона 1992    | конкур, командні | 2       |
| Атланта 1996      | конкур, особисті | 4       |
| Атланта 1996      | конкур, командні | 11T     |